# 浪花駅
浪花駅（なみはなえき）は、千葉県いすみ市小沢（おざわ）にある、東日本旅客鉄道（JR東日本）外房線の駅である。

## 歴史
- 1913年（大正2年）6月20日：鉄道院の駅として開設[1][2]。
- 1961年（昭和36年）11月1日：貨物取扱廃止[2]。
- 1972年（昭和47年）
  - 3月1日：荷物扱い廃止[2]。
  - 7月1日：無人駅化[3]。
- 1987年（昭和62年）4月1日：国鉄分割民営化に伴い、東日本旅客鉄道（JR東日本）の駅となる[1]。
- 2009年（平成21年）3月14日：ICカード「Suica」の利用が可能となる[4]。東京近郊区間に組込まれる[4]。

## 駅構造
島式ホーム1面2線を有する地上駅。国鉄房総東線時代は有人駅で木造の立派な駅舎があった。
駅舎側に貨物ホームもあり（プラットホームの写真に写っているシュロの木は貨物ホームに植えてあったものでシュロの木の場所に貨物ホームがあった）、現在のような単調な配線ではなかった。また、いすみ鉄道が国鉄木原線時代に機械式気動車だけで運転されていた頃は現在の上り線外側に側線が一本あり（プラットホームの写真の上り線外側にある草村が側線跡）、廃車されたレールバス・キハ01が暫く留置されていた。側線がいつ廃止されたかは不明だが、電化して外房線と改称された時には撤去されていた。外房線となってからも暫くは跨線橋が整備されず、ホームの大原寄りに長いスロープを付け構内踏切で駅舎とホームを行き来するようにしてあった。電化時に客車時代の低いホームはある程度かさ上げしている。ホーム待合室の床面がホームより低くなっているのは電化前にホームを嵩上げした名残り。現在は駅舎とホームは跨線橋で連絡している。
茂原統括センター（勝浦駅）管理の無人駅。駅員がたまに大原駅・勝浦駅から出張して来る。簡易Suica改札機、乗車駅証明書発行機が設置されている。
駅舎は1980年（昭和55年）3月に改築された簡易駅舎である。ホームにはスピーカーが1機あり、大原駅から列車遅延などの情報を流す。2010年（平成22年）2月10日より外房線PRC型自動放送が導入された。

### のりば
| 番線 | 路線    | 方向 | 行先               |
| ---- | ------- | ---- | ------------------ |
| 1    | ■外房線 | 下り | 勝浦・安房鴨川方面 |
| 2    | ■外房線 | 上り | 大原・千葉方面     |

（出典：JR東日本:駅構内図）
- ホームは8両編成までに対応する。
- 外房線内で有効長が8両以下となっている駅は当駅と三門駅のみである。

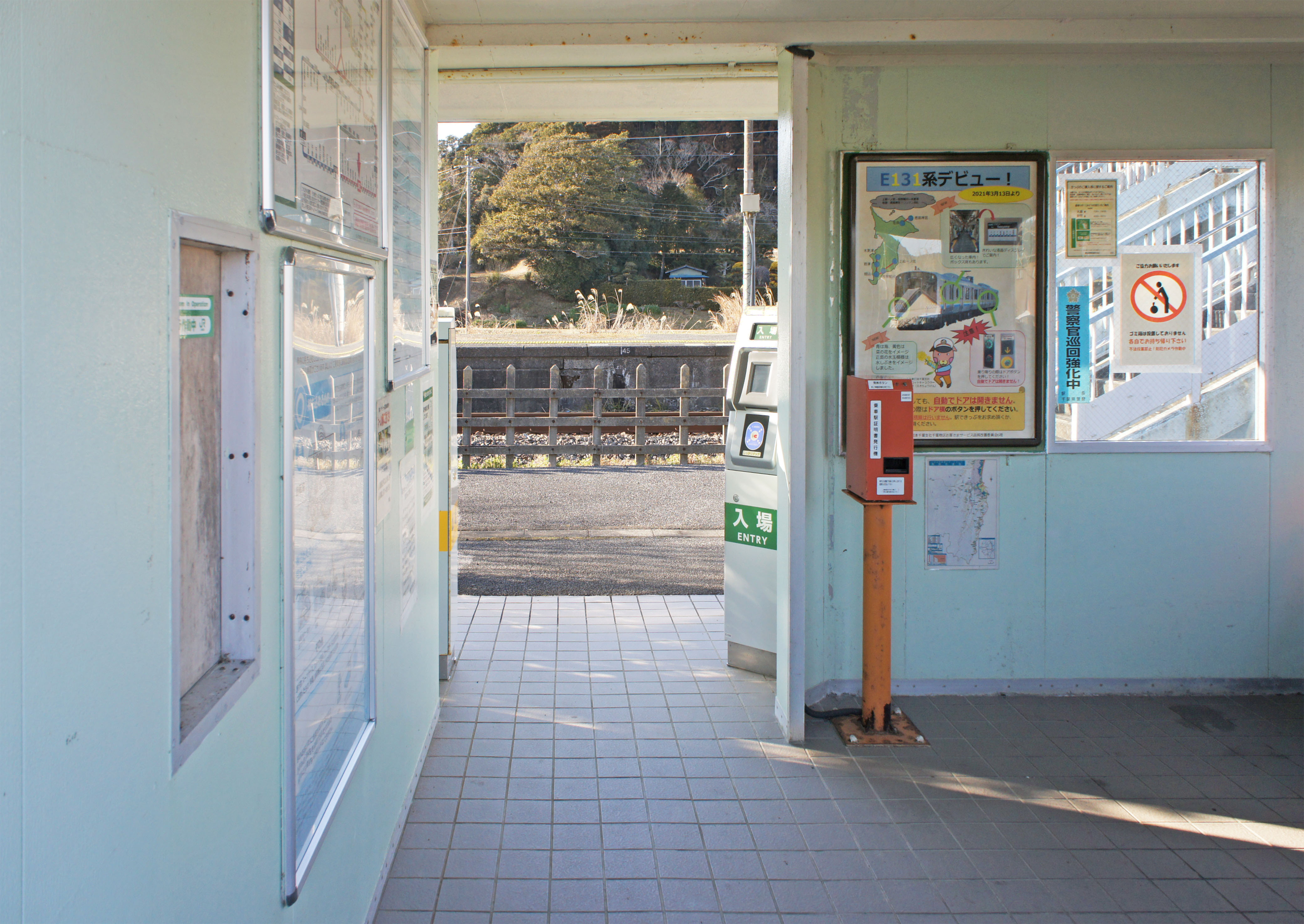
改札口（2022年2月）
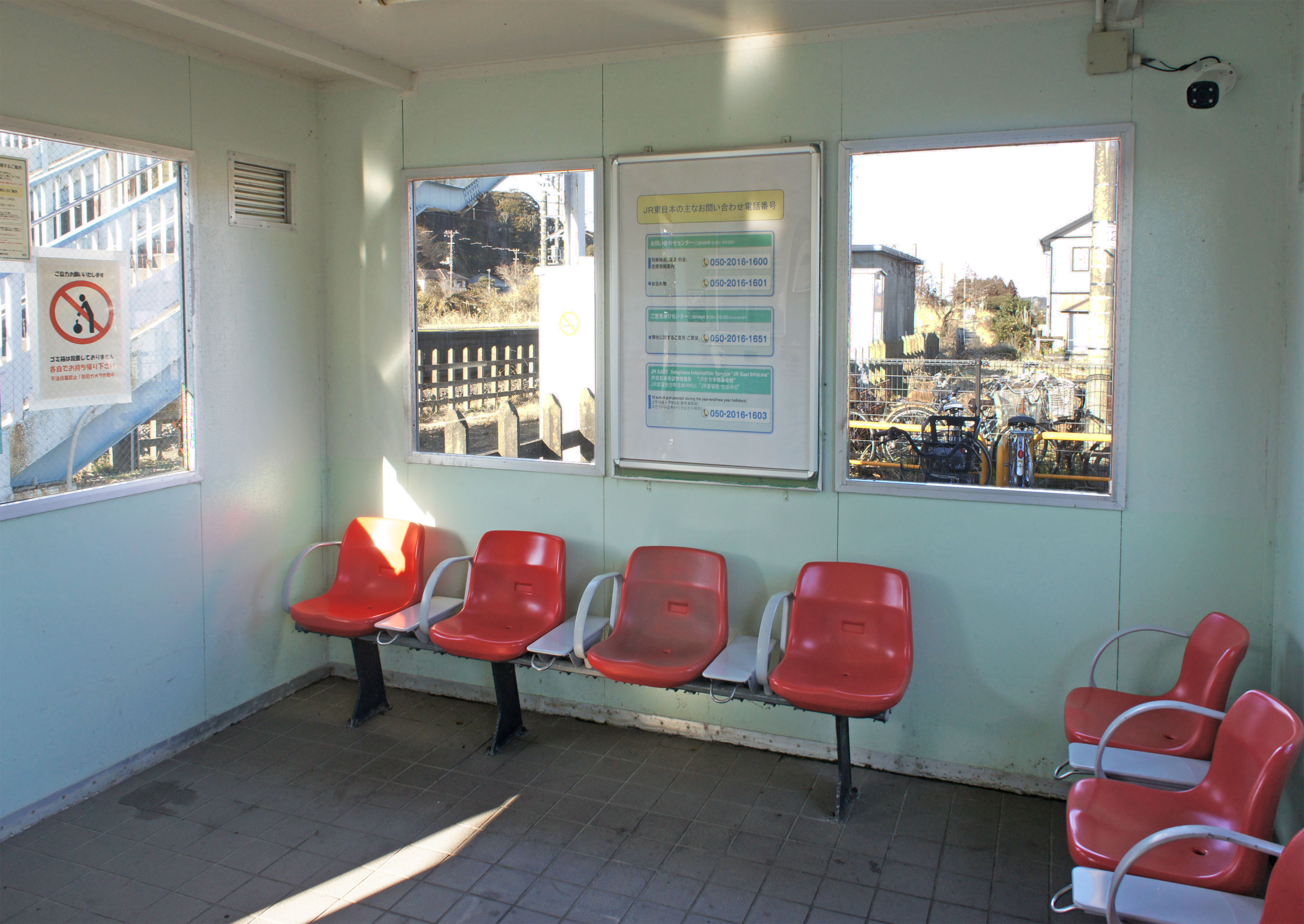
待合室（2022年2月）
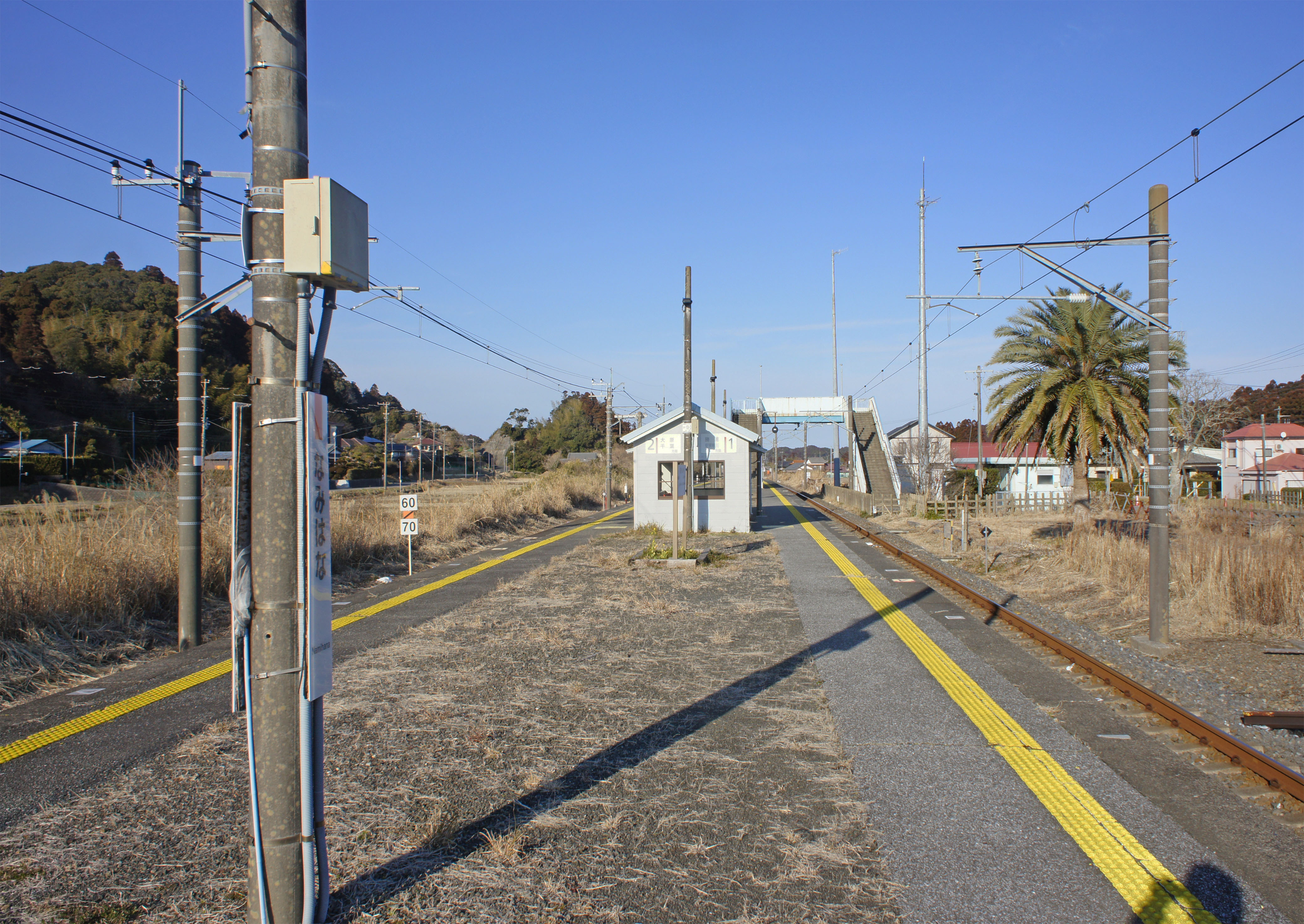
駅ホーム（2022年2月）

## 利用状況
2006年（平成18年）度の1日平均乗車人員は96人である。
千葉県統計年鑑によると、近年の1日平均乗車人員の推移は以下の通り。
| 年度               | 1日平均 乗車人員 | 出典     |
| ------------------ | ---------------- | -------- |
| 1990年（平成02年） | 133              | [ * 1 ]  |
| 1991年（平成03年） | 144              | [ * 2 ]  |
| 1992年（平成04年） | 150              | [ * 3 ]  |
| 1993年（平成05年） | 137              | [ * 4 ]  |
| 1994年（平成06年） | 134              | [ * 5 ]  |
| 1995年（平成07年） | 136              | [ * 6 ]  |
| 1996年（平成08年） | 136              | [ * 7 ]  |
| 1997年（平成09年） | 126              | [ * 8 ]  |
| 1998年（平成10年） | 138              | [ * 9 ]  |
| 1999年（平成11年） | 135              | [ * 10 ] |
| 2000年（平成12年） | 121              | [ * 11 ] |
| 2001年（平成13年） | 102              | [ * 12 ] |
| 2002年（平成14年） | 106              | [ * 13 ] |
| 2003年（平成15年） | 102              | [ * 14 ] |
| 2004年（平成16年） | 97               | [ * 15 ] |
| 2005年（平成17年） | 90               | [ * 16 ] |
| 2006年（平成18年） | 96               | [ * 17 ] |

## 駅周辺

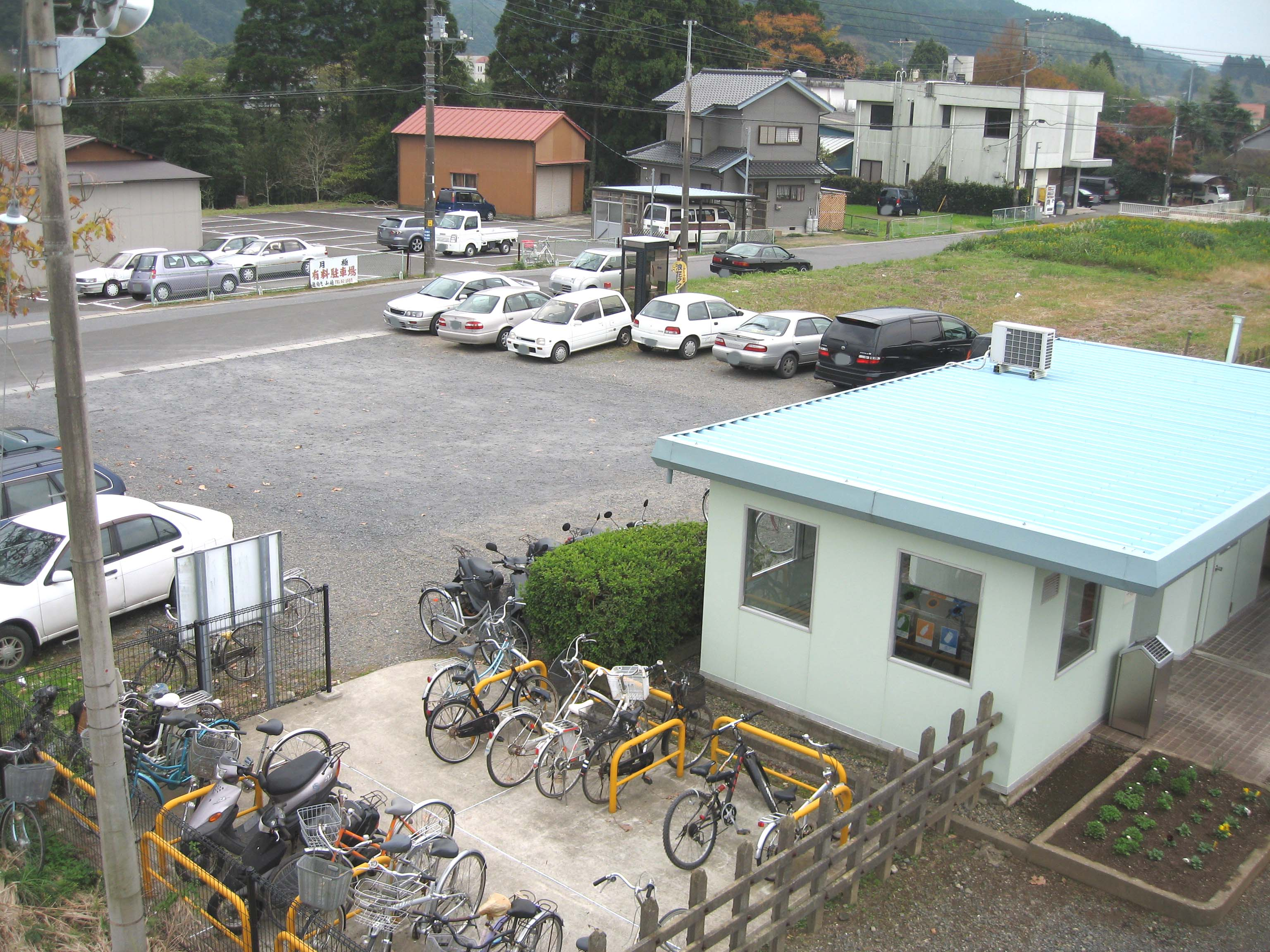
駅前広場（2007年11月）

駅近隣には国道128号（外房黒潮ライン）が通り、駅出入口反対側等に田園地帯が広がる。
- 浪花郵便局
- いすみ市立浪花小学校
- 大原自動車教習所
- 大原・御宿ゴルフコース
- 宝ゴルフ大原
- ふれあい農産物直売所
- コメリハード&グリーン千葉大原店
- ツルハドラッグいすみ店

## 隣の駅
東日本旅客鉄道（JR東日本）
■外房線
■普通（各駅停車）
大原駅 - 浪花駅 - 御宿駅

### 記事本文

### 利用状況
1. ↑  千葉県統計年鑑 - 千葉県

千葉県統計年鑑
1. ↑  千葉県統計年鑑（平成3年）
2. ↑  千葉県統計年鑑（平成4年）
3. ↑  千葉県統計年鑑（平成5年）
4. ↑  千葉県統計年鑑（平成6年）
5. ↑  千葉県統計年鑑（平成7年）
6. ↑  千葉県統計年鑑（平成8年）
7. ↑  千葉県統計年鑑（平成9年）
8. ↑  千葉県統計年鑑（平成10年）
9. ↑  千葉県統計年鑑（平成11年）
10. ↑  千葉県統計年鑑（平成12年）
11. ↑  千葉県統計年鑑（平成13年）
12. ↑  千葉県統計年鑑（平成14年）
13. ↑  千葉県統計年鑑（平成15年）
14. ↑  千葉県統計年鑑（平成16年）
15. ↑  千葉県統計年鑑（平成17年）
16. ↑  千葉県統計年鑑（平成18年）
17. ↑  千葉県統計年鑑（平成19年）